# التصنيفات الدولية لبوليفيا
تتضمن هذه المقالة قائمة التصنيفات الدولي لبوليفيا بشكل عام مثل الفساد السياسي أو سهولة ممارسة الأعمال التجارية.

## التصنيفات العامة
| التصنيفات                         | الناشر                    | السنة | الرتبة | النتيجة | وصف التصنيف |
| --------------------------------- | ------------------------- | ----- | ------ | ------- | --- |
| تقرير الفجوة العالمية بين الجنسين | المنتدى الاقتصادي العالمي | 2013  | 27     | 0.7340  | يقيس عدم المساواة بين الرجال والنساء                                                                                |
| مؤشر العولمة                      |                           | 2013  | 64     | 78.00   | يحدد الاتصال العالمي والتكامل والترابط في المجالات الاقتصادية والاجتماعية والتكنولوجية والثقافية والسياسية والبيئية |

## التركيبة السكانية
| التصنيفات | الناشر                     | السنة | الرتبة | النتيجة    | وصف التصنيف          |
| --------- | -------------------------- | ----- | ------ | ---------- | -------------------- |
| السكان    | وكالة الاستخبارات المركزية | 2013  | 83     | 10,461,053 | عدد السكان في الدولة |

## التصنيفات الاقتصادية
| التصنيفات                | الناشر                                | السنة     | الرتبة | النتيجة | وصف التصنيف |
| ------------------------ | ------------------------------------- | --------- | ------ | ------- | --- |
| مؤشر التعقيد الاقتصادي   | كلية هارفارد للأعمال                  | 2008      | 101    | -0.879  | "" |
| معامل جيني               | وكالة الاستخبارات المركزية            | 2010      | 14     | 53.0    | "يقيس هذا المؤشر درجة عدم المساواة في توزيع دخل الأسرة في بلد ما" |
| تقرير التنافسية العالمية | المنتدى الاقتصادي العالمي             | 2013 2014 | 98     | 3.84    | "يقوم بتقييم المشهد التنافسي لـ 148 اقتصادًا، مما يوفر نظرة ثاقبة حول محركات إنتاجيتها وازدهارها" |
| مؤشر الابتكار العالمي    | المنظمة العالمية للملكية الفكرية      | 2024      | 100    | 20.2    | "يعترف بالدور الرئيسي للابتكار كمحرك للنمو الاقتصادي والازدهار ويقر بالحاجة إلى رؤية أفقية واسعة للابتكار يمكن تطبيقها على كل من الاقتصادات المتقدمة والناشئة، مع إدراج مؤشرات تتجاوز التدابير التقليدية للابتكار" |
| مؤشر الحرية الاقتصادية   | مؤسسة التراث / صحيفة وول ستريت جورنال | 2014      | 158    | 48.4    | "" |

## التصنيفات العسكرية
- معهد الاقتصاد والسلام، مؤشر السلام العالمي، المرتبة 81 من أصل 144 [9]

## التصنيفات السياسية
- مؤشر مدركات الفساد لمنظمة الشفافية الدولية يحتل المرتبة 120 من أصل 180

## تصنيفات أخرى
| المنظمة                       | الاستطلاع                | التصنيف    |
| ----------------------------- | ------------------------ | ---------- |
| معهد الاقتصاد والسلام         | مؤشر السلام العالمي      | 81 من 144  |
| برنامج الأمم المتحدة الإنمائي | مؤشر التنمية البشرية     | 113 من 182 |
| منظمة الشفافية الدولية        | مؤشر مدركات الفساد       | 120 من 180 |
| المنتدى الاقتصادي العالمي     | تقرير التنافسية العالمية | 120 من 133 |